# Casalecchio di Reno
Casalecchio di Reno (Caṡalàcc'  in dialetto bolognese) è un comune italiano di 35 390 abitanti della città metropolitana di Bologna in Emilia-Romagna.
È il terzo comune più popoloso della città metropolitana, dopo il capoluogo e Imola, e sede amministrativa dell'Unione dei comuni Valli del Reno, Lavino e Samoggia.

## Geografia fisica

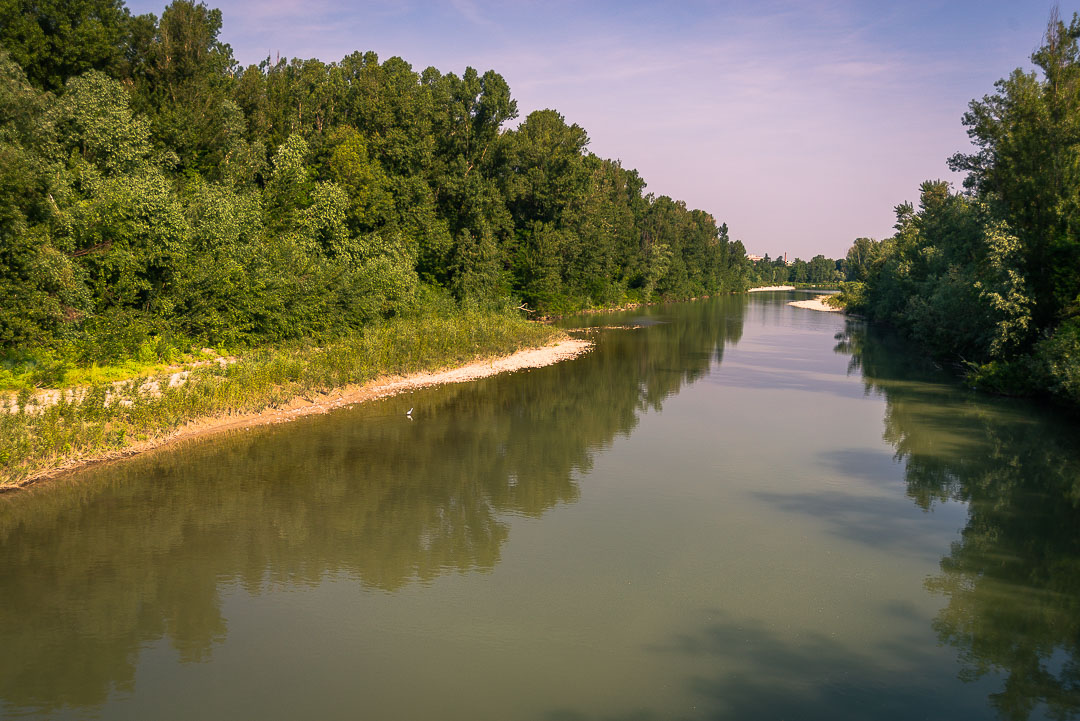
Il fiume Reno presso Casalecchio

Casalecchio di Reno si trova a poco più di 60 m s.l.m. e si estende su una superficie di 17,33 km². Dista 6 km da Bologna, 34 km da Modena, 47 km da Ferrara. Confina con tre comuni, e precisamente con quello di Sasso Marconi a sud, a est e a nord con il comune di Bologna e a ovest con quello di Zola Predosa.

### Territorio
Il territorio è in parte pianeggiante, in parte è formato da colline che raggiungono i 350 metri. Diviso in due dal fiume Reno, si estende ai piedi del Colle della Guardia (o di San Luca) ed è fiancheggiato parzialmente dalle colline dell'Eremo di Tizzano (Monte Capra) che costituiscono le pendici dei primi colli dell'Appennino Emiliano.
Oltre al Reno, che l'attraversa per una lunghezza di 3 km, nel territorio comunale scorrono modesti corsi d'acqua: il rio Bolsenda, che scende da Nugareto; il rio Gamberi, che scende dalle colline dell'Eremo; il rio Ceretolo, che scende da Tizzano e infine il rio della Pizzacchera, che scende dal colle della Guardia.

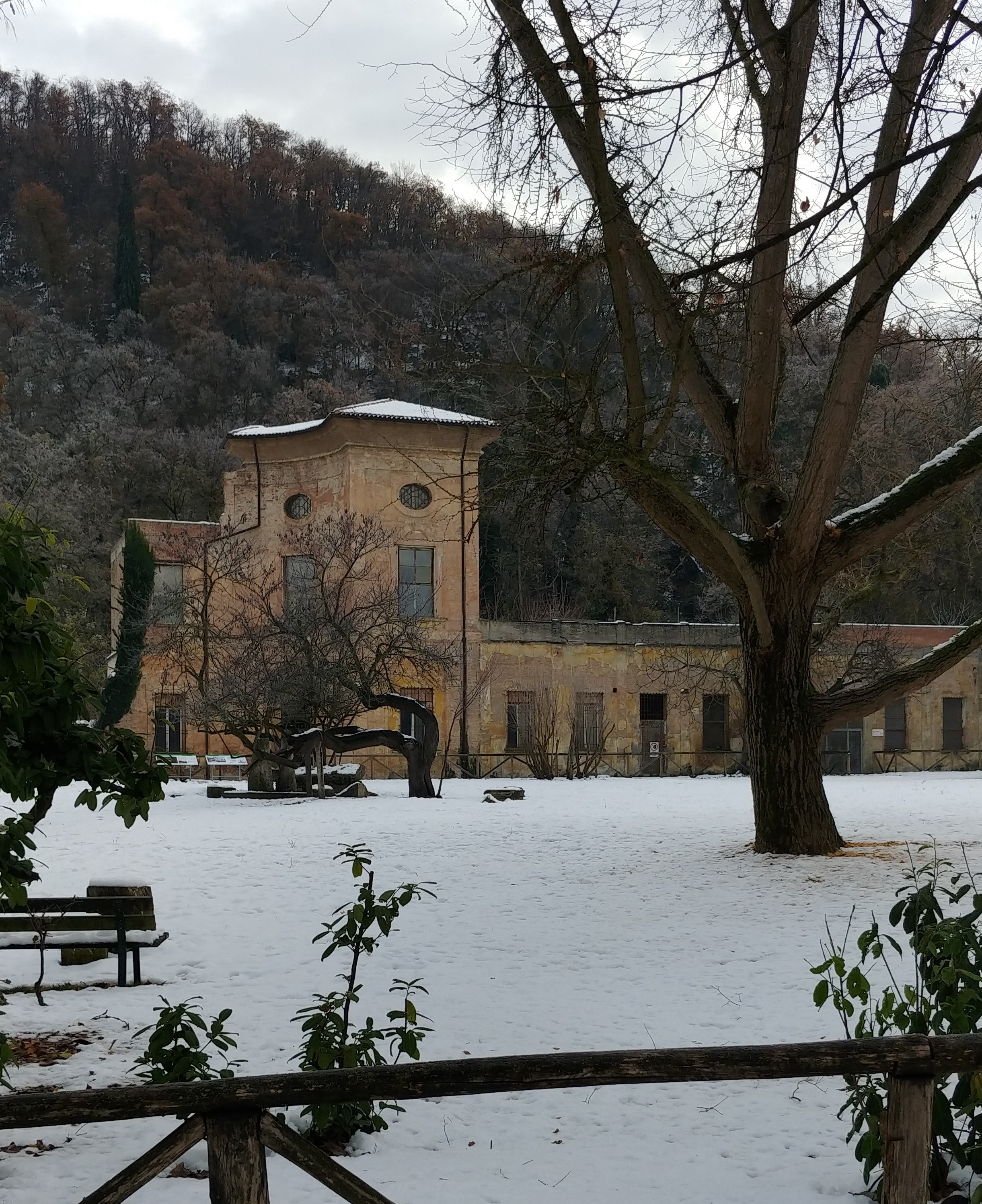
Villa Sampieri Talon

### Clima
Casalecchio presenta un clima di tipo continentale. L'inverno è caratterizzato da temperature rigide, precipitazioni frequenti anche a carattere nevoso, gelate notturne e nebbia diffusa. L'estate è caratterizzata da caldo afoso e precipitazioni poco diffuse, talvolta abbondanti a carattere temporalesco. La classificazione climatica è "zona E, 2269 GR/G".
Nel febbraio 2012 il territorio comunale è stato interessato da un'eccezionale nevicata con accumuli prossimi a 1,5 metri; tale nevicata ha superato per quantità e durata anche quella del 1985, pur avendo fatto registrare temperature non altrettanto rigide.
| Mese      | Temperatura min. | Temperatura max. | Precipitazioni | Umidità |
| --------- | ---------------- | ---------------- | -------------- | ------- |
| Gennaio   | -2°              | 4°               | 46 mm          | 83%     |
| Febbraio  | 0°               | 8°               | 51 mm          | 78%     |
| Marzo     | 3°               | 13°              | 58 mm          | 70%     |
| Aprile    | 7°               | 17°              | 66 mm          | 71%     |
| Maggio    | 11°              | 22°              | 71 mm          | 69%     |
| Giugno    | 15°              | 26°              | 61 mm          | 68%     |
| Luglio    | 17°              | 29°              | 41 mm          | 65%     |
| Agosto    | 17°              | 29°              | 46 mm          | 66%     |
| Settembre | 14°              | 25°              | 69 mm          | 69%     |
| Ottobre   | 9°               | 18°              | 94 mm          | 76%     |
| Novembre  | 4°               | 11°              | 84 mm          | 84%     |
| Dicembre  | 0°               | 5°               | 58 mm          | 84%     |

## Origini del nome
Il nome del luogo, Casalecchio, è di origine romana: Casaliculum, che in latino medievale significa "piccolo agglomerato di case".

## Storia
La presenza umana nel territorio si fa risalire al Paleolitico, considerati i raschiatoi e altri ritrovamenti di materiali ceramici e litici relativi a quel periodo. Nella città si hanno inoltre testimonianze della presenza della civiltà villanoviana, etrusca, celtica e di quella romana (l'acquedotto romano e la centuriazione). Durante le invasioni barbariche, le città poste sulle vie consolari si spopolarono e gli abitanti si addensarono nelle montagne.
Intorno all'anno Mille, Casalecchio, con la costruzione della Chiusa, del canale di Reno, del rifacimento del ponte sul Reno, iniziò ad avere storie documentate di un certo rilievo: sorsero infatti castelli, fortezze e roccheforti. Per oltre tre secoli la città fu sconvolta dalle guerre di fazioni legate a Bologna, divenendo spesso campo di battaglia e quindi di razzia degli eserciti. In particolare, Casalecchio fu teatro dell'omonima battaglia, combattuta il 26 giugno 1402 fra l'esercito bolognese — agli ordini di Giovanni I Bentivoglio — con quello di Gian Galeazzo Visconti, duca di Milano, e dei suoi alleati.
Dalla seconda metà del Cinquecento ci fu una ripresa produttiva e costruttiva: nacquero ville, oratori, chiese e si intensificarono le coltivazioni dei poderi. Casalecchio divenne uno dei territori più ricercati e ammirati di Bologna, proprio grazie alle ville circondate da suggestivi parchi e ricchi giardini.
Verso il XIX secolo, la rivoluzione industriale determinò la trasformazione e l'incremento di fabbriche, opifici, vie di comunicazione e mezzi di trasporto. La prima guerra mondiale lasciò segni di lutto e dolore nella città ma fu con la seconda guerra mondiale che ci fu una vera e propria distruzione: Casalecchio fu infatti una delle città più colpite dalle incursioni aeree e dai bombardamenti. Il periodo della ricostruzione è stato particolarmente intenso e ha richiesto il coinvolgimento di tutti i settori dell'economia e in particolare il settore dell'edilizia, vero traino della ripresa economica. Casalecchio ha registrato nel secondo dopoguerra un tasso di incremento di popolazione di gran lunga superiore a tutti i comuni della provincia, compreso il capoluogo.
Il 6 dicembre 1990, un aviogetto militare in avaria, abbandonato dal pilota, precipitò su una succursale dell'Istituto Tecnico Commerciale Gaetano Salvemini, provocando la morte di 12 studenti e il ferimento di 88 studenti e personale scolastico. L'edificio colpito fu in seguito ristrutturato e convertito nella Casa della Solidarietà "A. Dubcek", sede della Protezione Civile e di varie associazioni locali di volontariato.

### Simboli
Lo stemma del comune di Casalecchio di Reno è stato creato nel 1851 e riconosciuto con decreto del capo del governo del 22 aprile 1928.
La croce trifogliata con l'immagine della Madonna col Bambino è un riferimento ai Canonici renani; il leone che tiene la lancia con la bandiera con il motto "Libertas" è simbolo di Bologna; l'edificio sul fiume sarebbe una rappresentazione della chiusa di Casalecchio di Reno. 
Il gonfalone è un drappo partito di bianco e di verde.

## Monumenti e luoghi d'interesse

### Architetture religiose
- Chiesa di San Martino da Tours (patrono della città il cui festeggiamento è l'11 novembre)
- Chiesa di San Giovanni Battista (progetto di Melchiorre Bega, costruita tra il 1962 e il 1967)
- Chiesa di San Biagio
- Chiesa di San Luigi
- Chiesa di Cristo Risorto
- Chiesa della Santa Croce di Casalecchio di Reno
- Chiesa di Santa Lucia
- Eremo di Tizzano
- Chiesa di Sant'Angelo al Cantagallo
- Chiesa di Sant'Antonio e Sant'Andrea a Ceretolo

### Architetture civili
- Villa Sampieri-Talon, villa seicentesca parzialmente distrutta da un bombardamento durante la seconda Guerra Mondiale
- Villa Marescalchi
- Villa Marullina
- Villa Toiano
- Villa Volpe
- Chiusa di Casalecchio di Reno, imponente diga costruita nel 1360 con la funzione di regolare il flusso dell'acqua del fiume Reno, evitarne esondazioni e di veicolarne parte nel canale omonimo. Usato nel trasporto di merci, lungo il suo corso, alimentava opifici, fino a giungere al centro di Bologna dando il nome alla via Riva Reno dove risulta ora interrato. La chiusa è stata nominata dall'UNESCO "Patrimonio messaggero di una cultura di pace a favore dei giovani".
- Villaggio Volpe e Torre dell’Orologio

### Parchi

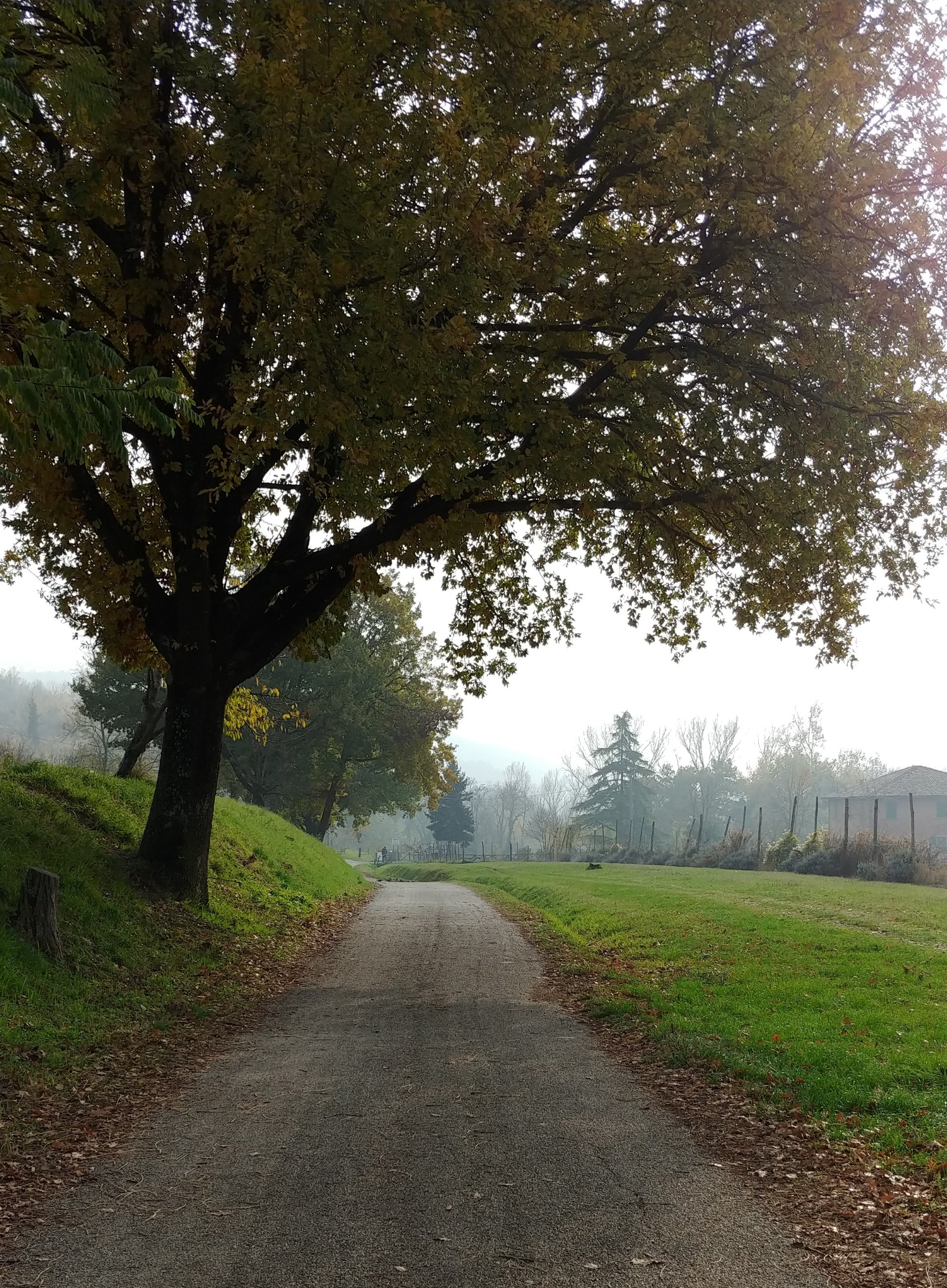
Parco della Chiusa

- Parco della Chiusa (ex parco Talon), situato ai piedi del Colle della Guardia, prende il nome dalla chiusa medievale sul fiume Reno. Vi si trovano i resti della villa seicentesca Sampieri Talon. L'area ha un'estensione di circa 500 ettari e presenta una grande varietà di flora e fauna.
- Parco Jacopo della Quercia
- Parco Rodari
- Parco Zanardi
- Parco Faianello
- Parco Ventura
- Parco San Biagio
- Giardino dell'ex galoppatoio
- Giardino dei carrettieri
- Giardino dei caduti di via Fani
- Giardini San Biagio

## Società

### Evoluzione demografica
Abitanti censiti

## Suddivisioni amministrative
Le antiche frazioni sono state tutte inglobate nell'odierno territorio urbano, costituito da sette zone: Marullina-Calzavecchio (la vecchia frazione del Calzêrvèc'), Centro-Ronzani (al centro del paese nelle vicinanze del Lìdo sul fiume Reno), Garibaldi-Piave (zona semicentrale comunemente definita La Mùtua), Ceretolo (Zràdal), Croce (La Cråuṡ), San Biagio (San Bièṡ) e il quartiere Meridiana, sorto negli anni '90 del Novecento. Anche parte della località di Riale fa parte del Comune di Casalecchio.

## Cultura

### Istruzione
Nel comune ha sede la biblioteca "Casa della Conoscenza", intitolata a Cesare Pavese. Sono inoltre presenti tre istituti di istruzione secondaria di secondo grado: il liceo scientifico statale "Leonardo Da Vinci", l'istituto tecnico commerciale statale "Gaetano Salvemini" e l'istituto professionale per i servizi alberghieri e della ristorazione "Luigi Veronelli". Sono inoltre presenti anche tre scuole secondarie di primo grado.

### Teatro
Nel centro di Casalecchio sorge il teatro comunale "Laura Betti".

## Infrastrutture e trasporti

### Strade

Mappa autostradale Casalecchio

La città è servita dall'Autostrada A14 che attraverso lo svincolo di Bologna Casalecchio confluisce nell'Autostrada A1,tale collegamento permette ai viaggiatori provenienti dall'A13 (Padova) e dall'A14 (Ancona) di dirigersi verso Firenze (in direzione sud) e verso Milano (in direzione nord). Lo svincolo Bologna Casalecchio è inoltre raggiungibile percorrendo la tangenziale di Bologna che fiancheggia l'Autostrada A14.
La Strada statale 64 Porrettana, che attraversa il centro con il nome di via Guglielmo Marconi, è tra le principali strade che collegano Casalecchio di Reno con varie città dell'Appennino bolognese, come Sasso Marconi, Marzabotto, Vergato e Porretta Terme.

### Ferrovie

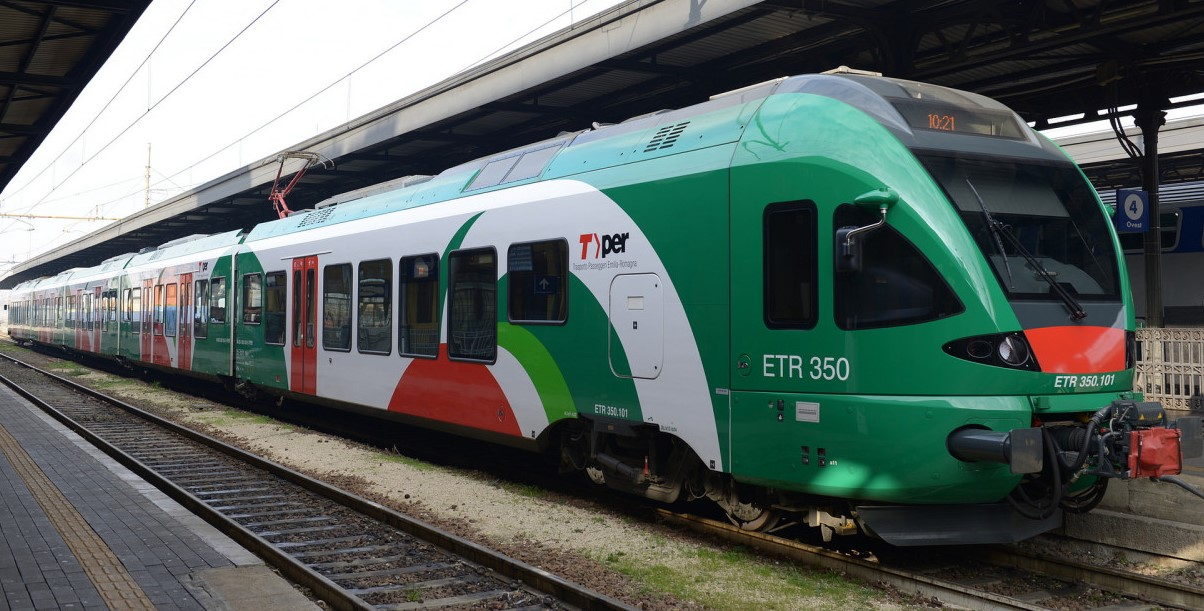
Treno che collega Casalecchio con Bologna Centrale, Porretta e Vignola

Casalecchio è servito da una stazione ferroviaria omonima situata nel centro della città lungo la Ferrovia Porrettana. Vi confluiscono le linee del Servizio ferroviario metropolitano di Bologna S1A (diretto a Porretta Terme) e S2A (diretto a Vignola).Nel territorio comunale sono presenti altre stazioni ferroviarie: Casalecchio Garibaldi, dove il percorso ferroviario si divide nella linea ferroviaria Casalecchio-Vignola (Linea S2A) con fermate a Ceretolo, Casalecchio Palasport (linea gestita da TPER); e nella linea Porrettana (Linea S1A) (linea gestita da Trenitalia).

### Mobilità urbana

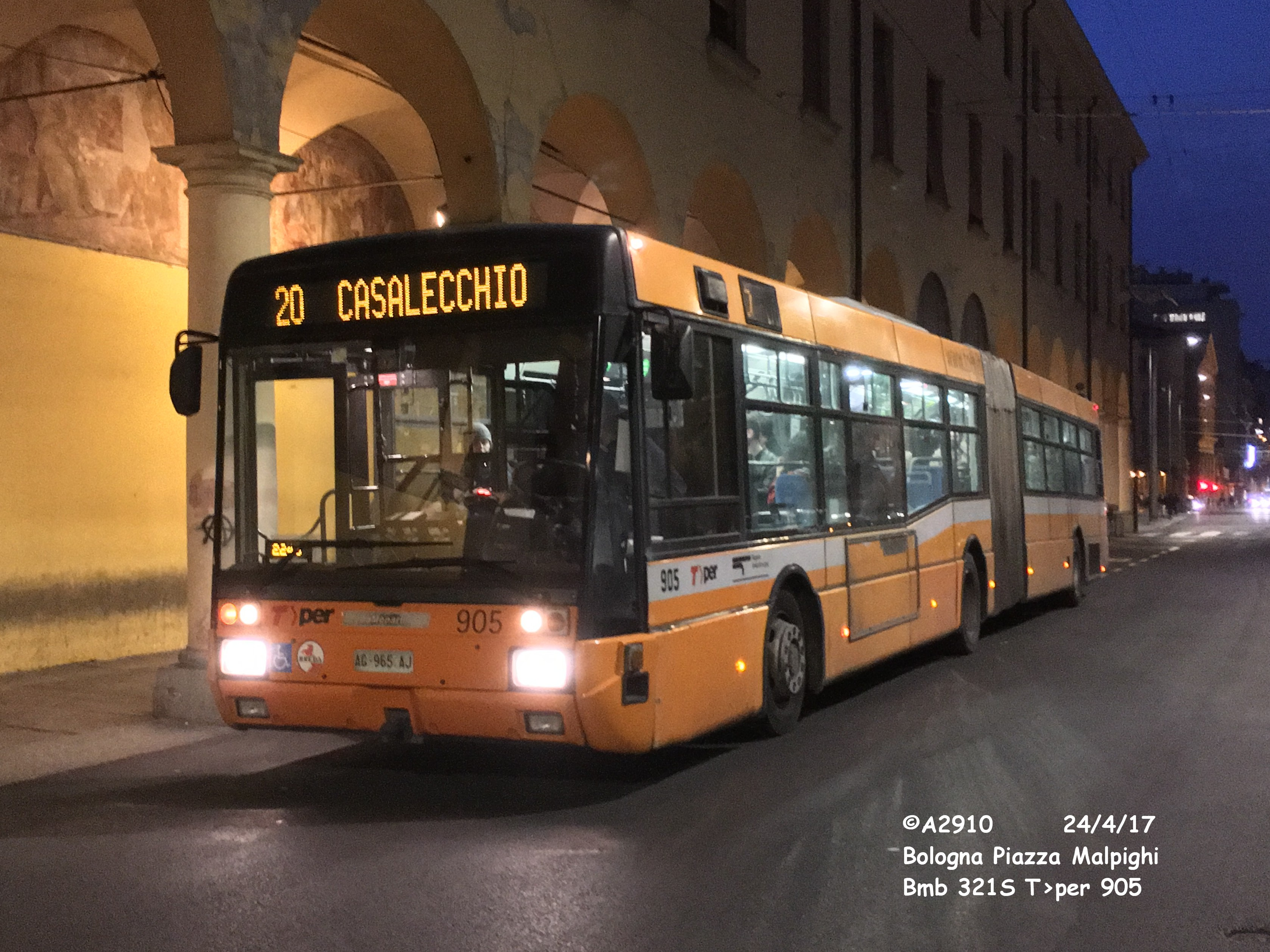
Un BredaMenariniBus 321S di TPER in servizio sulla linea 20 che collega il Pilastro a Casalecchio.

Il servizio di trasporto pubblico è assicurato dalle autolinee urbane, suburbane e interurbane svolte dalla società TPER. Il comune è inoltre servito dalle stazioni urbane di Casalecchio di Reno, Casalecchio Garibaldi, Casalecchio Palasport e Ceretolo, e da quella suburbana di Riale, tutte parte della rete del servizio ferroviario metropolitano di Bologna.
Fino al 1938 il comune fu inoltre servito dalla tranvia a vapore Bologna-Vignola, attivata nel 1883, che lo attraversava in corrispondenza della via Bazzanese (attuale strada provinciale 569).

### Car sharing
Il territorio di Casalecchio è servito dal car sharing elettrico Corrente, gestito da TPER.

## Amministrazione
Dal 16 giugno 2014 è sede amministrativa dell'Unione dei comuni Valli del Reno, Lavino e Samoggia.

### Gemellaggi
- Romainville, dal 1962
- Pápa
- Trenčín

## Sport
Hanno sede nel comune le società di calcio Ceretolese, Casalecchio 1921 e Real Casalecchio, che nel 2025-26 disputano campionati dilettantistici regionali e militano rispettivamente in Prima Categoria , Terza Categoria e Seconda Categoria. Inoltre sono instaurate del territorio sia la Polisportiva Ceretolese, impegnata sia con la scuola calcio sia in altri sport, e la Polisportiva Giovanni Masi, con squadre giovanili in diverse discipline.
L'impianto da gioco principale è lo Stadio Veronesi; è inoltre presente un altro stadio, intitolato a Umberto Nobile. Un terzo impianto è situato a Ceretolo.
In città ha avuto sede la squadra di baseball delle Calze Verdi B.C., fondata nel 1949, e che ha disputato la massima serie negli anni '50 e '80.
Il 12 maggio 2019 la 2ª tappa dal Giro d'Italia è partita da Casalecchio di Reno.

### Impianti sportivi
A Casalecchio si trova un polo sportivo con palazzetto dello sport, palestra di ginnastica e arrampicata, circolo tennistico, diamante di baseball, pista per automodelli. Nei pressi del municipio sorge una piscina intitolata a Martin Luther King. Sul territorio è anche presente l'Unipol Arena, è uno dei maggiori impianti sportivi coperti polivalenti d'Italia, in grado di ospitare fino a 20.000 persone. Oltre a concerti ed eventi di vario genere è la sede del Museo della Virtus Pallacanestro Bologna.